# Opferstock Fronsac (Gironde)

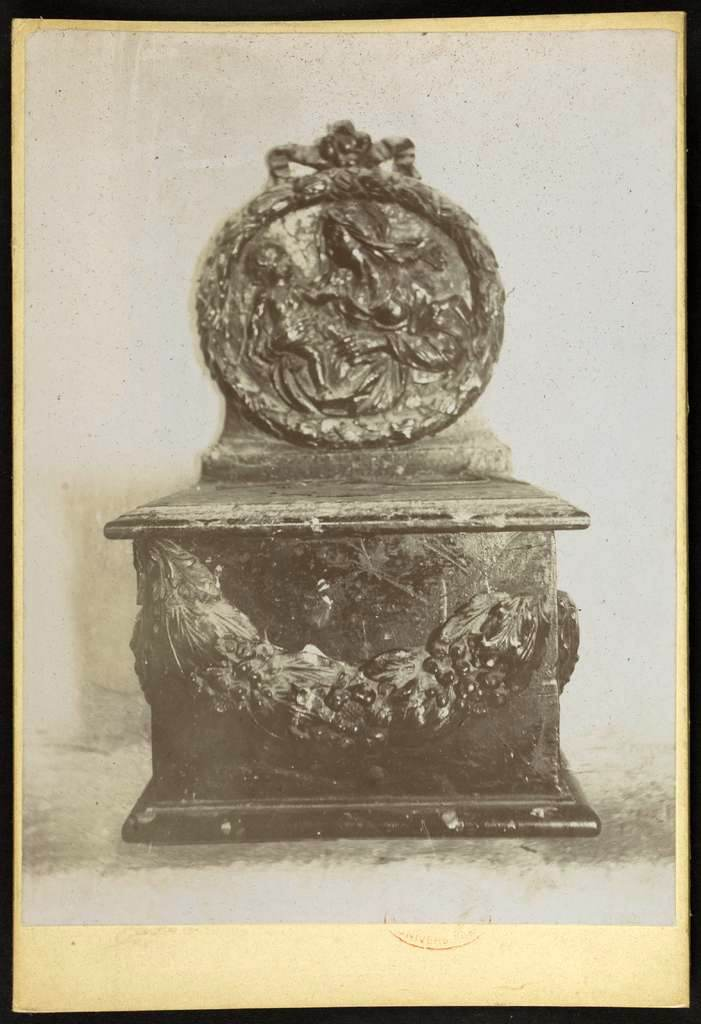
Opferstock in Fronsac (Foto von Jean-Auguste Brutails, um 1900)

Der Opferstock in der Kirche St-Martin in Fronsac, einer französischen Gemeinde im Département Gironde der Region Nouvelle-Aquitaine, wurde im 17. Jahrhundert geschaffen. Im Jahr 1910 wurde der Opferstock als Monument historique in die Liste der denkmalgeschützten Objekte (Base Palissy) in Frankreich aufgenommen.
Der hölzerne Opferstock im Stil der Renaissance besitzt an der runden Rückwand ein geschnitztes Relief, das die sitzende Maria darstellt, wie sie mit dem Jesuskind auf ihren Knien spielt.
Der Kasten mit dem Geldschlitz ist mit einer Girlande geschmückt.